# Eunidiopsis bicolor
Eunidiopsis bicolor là một loài bọ cánh cứng trong họ Cerambycidae.